# Альтхаус, Пауль
Пауль А́льтхаус (нем. Paul Althaus; 4 февраля 1888[…], Оберсхаген, Нижняя Саксония — 18 мая 1966, Эрланген, Бавария) — немецкий лютеранский теолог. Доктор, профессор. Во время Первой мировой войны служил пастором в польском городе Лодзь. Поддержал приход Гитлера и нацистов к власти. Он писал:

Мы, христиане, знаем, что, содействуя национал-социализму, мы выполняем Божью волю
Однако Альтхаус подверг суровой критике «немецких христиан», которые пытались отвергнуть Ветхий Завет как «еврейские писания». Одновременно он осудил и Барменскую декларацию, положившую основу антифашистской Исповедующей церкви, заявив, что фюрер и Третий рейх тоже являются инструментами Откровения.
Альтхаус является автором концепции «протооткровения», данного Богом через творение. Прямым следствием этой концепции стало позитивное отношение к нехристианским конфессиям (в том числе и германскому язычеству).
Член Баварской АН (1953).

## Сочинения
- Kirche und Volkstum. Der völkische Wille im Lichte des Evangeliums [Церковь и национальность: Народная воля в свете Евангелий], Gütersloh 1928